# Saint-Pierre-d’Irube
Saint-Pierre-d’Irube (baskisch Hiriburu) ist eine französische Gemeinde mit 5779 Einwohnern (Stand: 1. Januar 2022) im Département Pyrénées-Atlantiques in der Region Nouvelle-Aquitaine. Saint-Pierre-d’Irube gehört zum Arrondissement Bayonne und war bis zu dessen Auflösung 2015 der Hauptort (chef-lieu) des Kantons Saint-Pierre-d’Irube, seither gehört sie zum Kanton Nive-Adour. Die Einwohner werden Saint-Pierrot (baskisch: Hiriburutar) genannt.

## Geografie
Saint-Pierre-d’Irube ist eine banlieue im Südosten von Bayonne. Umgeben wird Saint-Pierre-d’Irube von den Nachbargemeinden Bayonne im Norden und Nordwesten, Mouguerre im Osten sowie Villefranque im Süden und Westen.
Durch die Gemeinde führt die Autoroute A64.

## Bevölkerungsentwicklung
| Einwohner                                                  | 480 | 522 | 864 | 792 | 792 | 834 | 963 | 1.056 | 1.469 | 2.608 | 3.164 | 3.676 | 3.873 | 4.504 | 4.517 |
| Ab 1962 offizielle Zahlen ohne Einwohner mit Zweitwohnsitz |     |     |     |     |     |     |     |       |       |       |       |       |       |       |       |

## Sehenswürdigkeiten

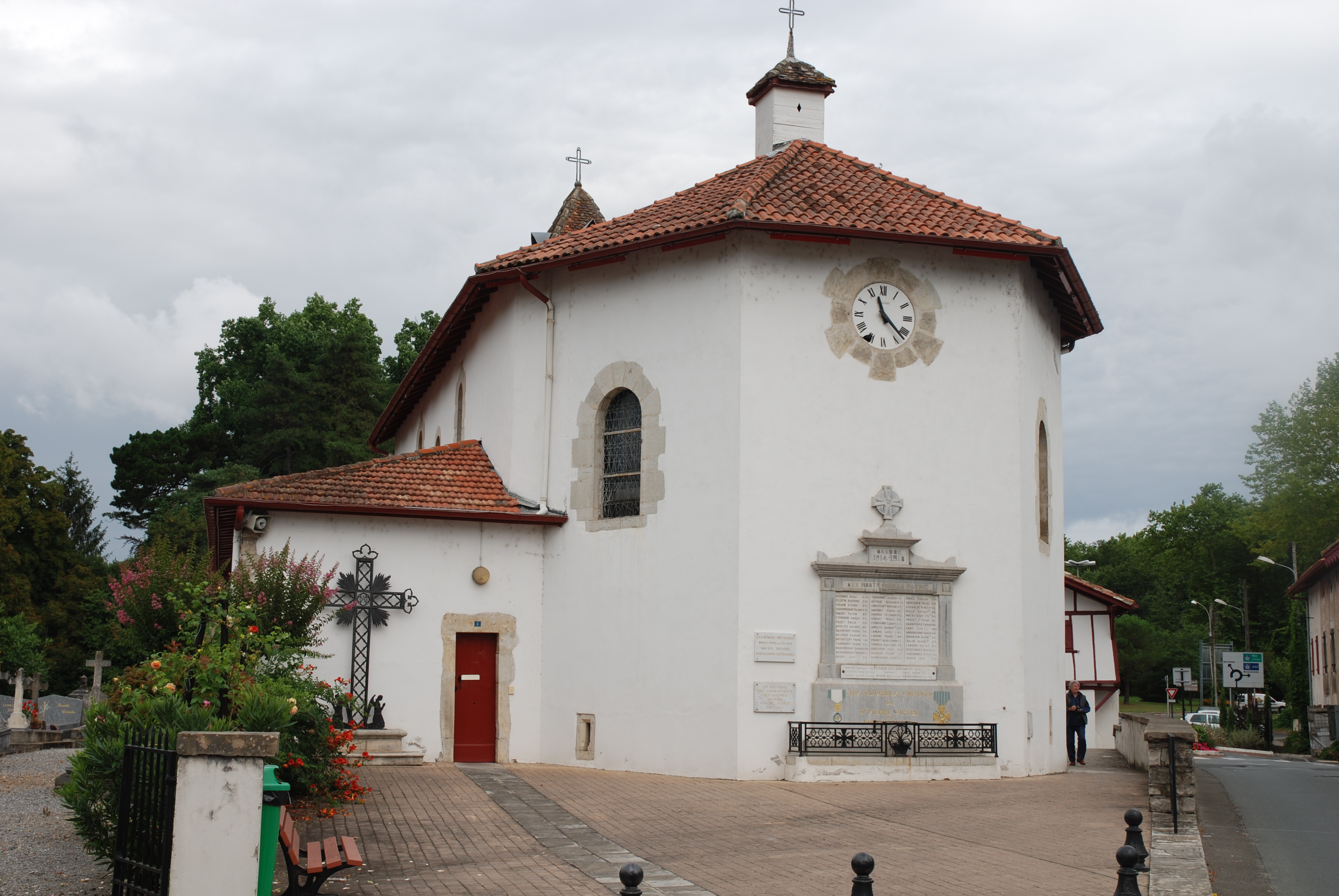
Kirche Saint-Pierre

- Kirche Saint-Pierre mit Glasmalereien
- Benoîterie aus dem 17. Jahrhundert, Monument historique

## Persönlichkeiten
- Marie Garay (1861–1953), Malerin